# Chaya Mushka Schneerson
Chaya Mushka Schneerson (en yidis: חיה מושקא שניאורסון) (Liozna, 16 de març de 1901-Nova York, 10 de febrer de 1988) era una dona jueva ortodoxa russa, esposa del setè i últim rabí de Lubavitx, el Rebe Menachem Mendel Schneerson.
Chaya Mushka va ser la segona de les tres filles del sisè Rebe, el rabí Yosef Yitzchak Schneerson. Va ser nomenada en honor a l'esposa del tercer Rebe de Lubavitx (el Tzemach Tzedek). Immediatament després de la seva mort, el Rebe va fundar una organització caritativa en el seu nom, que opera en el camp de l'educació de la dona.